# Епархија будимљанско-никшићка
Епархија будимљанско-никшићка је епархија Српске православне цркве.
Надлежни архијереј је епископ Методије, а сједиште епархије се налази у Беранама док је Саборна црква смјештена је Никшићу.

## Историја

### Настанак — Будимљанска епископија и митрополија
Будимљанска епископија је једна од првобитних епархија средњовековне српске цркве, будући да је основана 1219. године на сабору у манастиру Жичи. Сједиште епископије од њеног оснивања било је у манастиру Светог Георгија, тј. у Ђурђевим ступовима у Беранама, задужбини Првослава, сина великог жупана Тихомира, најстаријег брата Немањиног. Из тог времена је сачуван и запис који гласи „четвртога владику постави Свети Саво у Будимљи у Храм Светог Георгија“. Будимљанска епископија је у 15. вијеку подигнута на степен митрополије, па су поред имена будимљанских епископа сачувана имена и 9 митрополита будимљанских: Василије, Макарије I, Макарије II, Генадије, Сава, Герасим, Григорије, Јефтимије и Пајсије.
Духовни живот Будимљанске митрополије био је веома жив у раздобљу од 13. до 17. вијека. Културни живот посебно ће бити жив у манастиру Шудикови, који је био саборна црква и тако ће остати све до рушења овог манастира 1738. године. У Шудикови је 1648. године одржан црквени сабор на коме је донесена одлука о дизању устанка против турске власти. Турци су након сазнања о припремању устанка митрополита будимљанског Пајсија живог одрали.
У манастиру Шудикови настао један од најстаријих писаних споменика из ових крајева, Зборник, прозван "Светотројачки зборник", који се налази у манастиру Свете Тројице у Пљевљима. Будимљанска епископија је имала познату монашку школу. Поговор и "Морачку крмчију" написа будимљански епископ Теофило Будимљанин 1251/52. године у манастиру Ваведенија Богородичиног у Шудикови. Будимљански митрополит Герасим написао је 1573. године познати Минеј који се данас чува у Народној библиотеци у Београду, а 1592. године јеромонах Данило Будимљанин написа познати Псалтир, који се данас чува у Бечу. Ђакон Михаило 1602. године написа Молебник, који се данас чува у Библиотеци грофа Уварова у Москви, ту бијаше написан и „Божанствени апостол манастира Шудикове“.
Од 1552. године сједиште Будимљанске митрополије је у Никољ-пазару (данашњем насељу Никољац у Бијелом Пољу) у Цркви Светог Николе. Може се претпоставити да су у овом раздобљу Будимљанска и Хумска митрополија спојене у једну митрополију.
У "Шудиковском поменику" (17. вијек) помиње се „106 благочестивих монахиња“ које су све из сусједних мјеста: Будимље, Доца, Краља, Забрђа, Пријелога, Годуше, Бијелог Поља, Никољца, Прошћења.
На Морачком сабору 1648. године за новог патријарха српског изабран је господин Гаврило. На истом сабору је одлучено да се ступи у преговоре са папом Инокентијем Једанаестим. За одлазак на преговоре са папом изабран је будимљански митрополит Пајсије, који је присуствовао сабору са титулом „митрополит Будимља и Албаније“.
Свети Василије Острошки, митрополит Оногошко-источнохерцеговачке епископије од 1651. године, која је наставак укинуте Лимске (петровске) митрополије.

### Почеци обнове — Епархија будимљанско-полимска
Након мученичке смрти митрополита Пајсија (1648) Будимљанска митрополија ће у управном погледу бити угашена скоро три вијека. Свети архијерејски сабор Српске православне цркве је 8. децембра 1939. године изабрао господина Јоаникија Липовца (Православна црква га слави као Светог свештеномученика Јоаникија, митрополита црногорско-приморског) за викарног епископа будимљанског. Ову дужност је обављао до свог устоличења за митрополита црногорског 23. фебруара 1941. године.
По измијењеном Уставу СПЦ од 1947. године, обновљена је древна Будимљанско-полимска епархија са сједиштем у Бијелом Пољу, а за епископа је постављен господин Макарије Ђорђевић. У њен састав ушли су некадашњи дијелови Пећке епархије као и Пљевља и Пријепоље са манастиром Милешева. Због комунистичког насиља епархија је укинута 1956. године. Будимљанско-полимска епархија је подијељена између Црногорско-приморске и Дабробосанске митрополије. Пљевља са манастиром Свете Тројице, Аранђеловом, Довољом, Бањом Прибојском, Пријепољем и манастиром Милешево припали су Дабробосанској митрополији, а андријевичко, бјелопољско и беранско намјесништво враћени су Црногорској митрополији.

### Обнова — Епархија будимљанско-никшићка
Свети архијерејски сабор Српске православне цркве је на своме редовном мајском засједању 2001. године донио одлуку о формирању, односно обнављању Епархије будимљанско-никшићке, а за њеног администратора одредио викарног епископа будимљанског Јоаникија (Мићовића). На засједању Светог архијерејског сабора (маја 2002), Преосвећени Јоаникије, изабран је за епископа будимљанско-никшићког, са сједиштем у манастиру Ђурђеви ступови у Беранама.

## Обухват епархије
Будимљанско-никшићка епископија је, како у ранијим временима, тако и на крају 20. вијека мијењала своје границе и називе. Историјски посматрано, данашња Будимљанско-никшићка епископија обједињује простор некадашње Хумске епископије, која је такође основана 1219. године са сједиштем у Стону, а од 1252. године са сједиштем у Цркви Светог апостола Петра у Бијелом Пољу. Хумска епископија је у 14. вијеку добила звање Лимске митрополије зване „петровска“, а укинута је у 17. вијеку, након претварања Цркве Светог Апостола Петра у џамију.
Оногошко-источнохерцеговачка епископија, наставак је укинуте Лимске (Петровске) митрополије. На овој митрополитској столици прије Светог Василија, били су митрополити: Максим Гаговић из Пиве, Пајсије Требјешанин. Патријарх пећки Гаврило издао је синђелију у Грачаници 27. новембра 1651. године којом је Свети Василије Острошки постављен за митрополита Источно-херцеговачке епархије. Послије Светог Василија Острошког 1671. године за четвртог епископа Оногошке митрополије постављен је Герасим. Оногошка епископија постојала је нешто више од 100 година, до времена када су се Турци усталили у Оногошту (Никшићу).
Затим, данашња Епископија будимљанско-никшићка захвата простор некадашње Епископије захумско-рашке, коју је основао књаз Никола 1878. године, али која је добила епископа тек 1909. године са сједиштем у Никшићу. Укинута 1931. године и припојена Митрополији цетињској. Простор некадашње Пећке епархије, образоване 1912. (укинута 1931) са сједиштем у Пећкој патријаршији, чији је први митрополит био Гаврило Дожић, такође припада Епархији будимљанско-никшићкој. Сачињавали су је протопрезвитеријати: пећки, берански, бјелопољски и пљеваљски.
Под надлежношћу Епископије будимљанско-никшићке данас се налази 10 општина Црне Горе: Андријевица, Беране, Бијело Поље, Жабљак, Мојковац, Никшић, Плав, Плужине, Рожаје и Шавник, што чини 52% укупне простора Црне Горе (око 7126 ). На овом простору живи 242.585 становника или 39,4% становника у односу на укупан број становника у Црној Гори. У Будимљанско-никшићкој епископији живи 40.891 православно домаћинство са 148.998 становника, док су остало становници исламске вјере.

## Манастири
1. Бијела,
2. Блишкова,
3. Брезојевица,
4. Вољавац,
5. Манастир Светог Саве (Голија)
6. Добриловина,
7. Драговољићи,
8. Ђурђеви Ступови,
9. Жупа Никшићка,
10. Заграђе,
11. Златеш,
12. Калудра,
13. Кичава,
14. Косијерево,
15. Мајсторовина,
16. Никољац,
17. Пива,
18. Подврх,
19. Подмалинско,
20. Самоград,
21. Сомина,
22. Урошевица,
23. Црнча,
24. Шудикова.

Порушени манастири: Манастир у Бошиће, Манастир Вранштица, Манастир Јеловац, Манастир Соколац, Манастир Чечево.

## Архијерејска намјесништва
У Епархији будимљанско-никшићкој постоје три архијерејска намјесништва:
- Архијерејско намјесништво никшићко
- Архијерејско намјесништво беранско-андријевичко
- Архијерејско намјесништво бјелопољско

## Архијереји

### Епископи и митрополити будимљански (средњовековне Српске цркве)
- Јаков (13. век),
- Калиник (13. век),
- Теофил (1251-1252),
- Спиридон (13. век),
- Герман I (13. век),
- Неофит (13. век),
- Герман II (1292-1309),
- Никола (око 1318),
- Василије I,
- Макарије I,
- Макарије II,
- Сава (14. век),
- Василије II (1532),
- Матеј (1552),

### Митрополити лимски (средњовековне Српске цркве)
- Филотеј (1442),

### Епископи будимљански (Пећке патријаршије)
- Генадије (1559),
- Герасим,
- Теофил (1615),
- Григорије,
- Јефтимије,
- Пајсије Колашиновић (1639-1654).
- Јефрем (1709),
- Јефтимије Дамјановић (1725-1737),

### Епископи петрушки или лимски (Пећке патријаршије)
- Максим (1572),
- Герасим (17. век),
- Јован (17. век),

### Митрополити оногошки (Пећке патријаршије)
- Пајсије Требјешанин (пре 1651),
- Свети Василије Острошки (1651-1671).

### Викарни епископи будимљански
- Николај Јокановић (1938-1939),
- Јоаникије Липовац (1939-1941),
- Валеријан Стефановић (1941-1947),
- Андреј Фрушић (1959-1961).

### Епископи будимљанско-полимски
- Макарије Ђорђевић (1947-1955),
- Герман Ђорић (1955-1956), администрирао епархијом.

### Епископи будимљанско-никшићки
- Јоаникије Мићовић (2001—2021),
- Методије Остојић (од 2021).